# Renato Volante
Renato Volante (ur. 15 października 1948 w Trieście) – włoski duchowny rzymskokatolicki, dyplomata papieski, kanonik bazyliki Matki Bożej Większej w Rzymie.

## Biografia
25 marca 1972 otrzymał święcenia prezbiteriatu i został kapłanem diecezji Triestu. Ukończył studia z zakresu teologii moralnej. 15 kwietnia 1979 został pracownikiem papieskiej służby dyplomatycznej. Pracował jako dyplomata w nuncjaturach apostolskich w Brazylii, Tanzanii, Chile, Indiach, Irlandii, Stanach Zjednoczonych oraz w Kanadzie.
19 czerwca 2002 papież Jan Paweł II mianował go stałym obserwatorem Stolicy Apostolskiej przy ONZ ds. Wyżywienia i Rolnictwa. Misją tą kierował do 5 stycznia 2011.